# 真瀬岳
真瀬岳（ませだけ）は、青森県西津軽郡深浦町と秋田県山本郡八峰町にある山で、標高は988mである。

## 概要
真瀬岳は秋田県八峰町を流れる真瀬川の源流部にある。また青森県鰺ケ沢町を流れる赤石川（支川滝川）の源流部も真瀬岳の北側にある。端正なピラミッド形の山で、日本海からも確認が容易なので漁師たちの寄港の目印になっていた。国道の分岐点から見ても、端正なピラミッド型の山を確認することができる。秋田白神県立自然公園に山域が含まれている。
登山道は、橋がない沢を2度渡河したあと、山腹に辿りついた後は山頂までジグザグになった歩道をひたすら登ることになる。標高800mぐらいで見晴らしがよくなるが、白神山地遺産地区方面はあまり見ることはできない。笹原が覆う稜線を登り切れば白い標識がある山頂である。

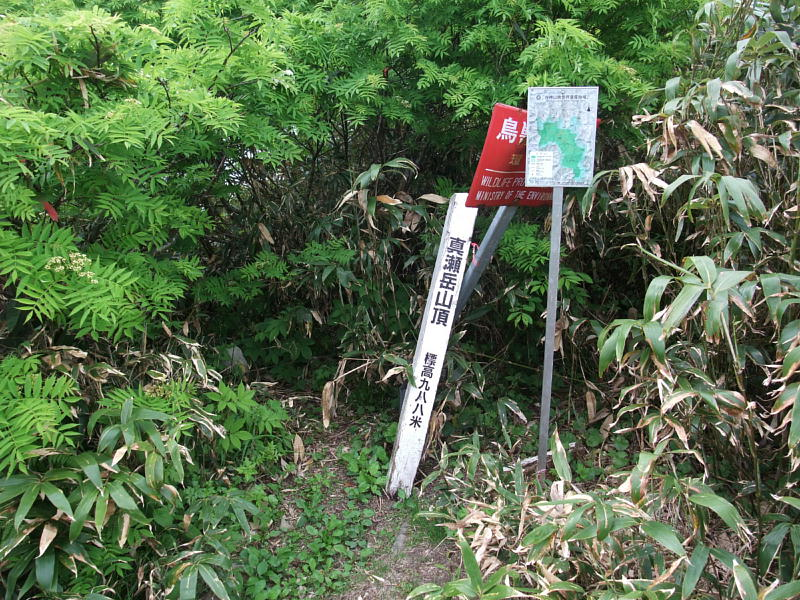
真瀬岳山頂